# Ignacio Ponsetí
Ignacio Ponseti Vives (Ciudadela de Menorca, 3 de junio de 1914 - Iowa City, 18 de octubre de 2009) fue un médico español, especializado en ortopedia. Abandonó España durante la Guerra Civil y se convirtió en miembro del cuerpo docente y médico practicante en la Universidad de Iowa. Fue reconocido globalmente por ser el creador del método epónimo (estándar en la actualidad) para el tratamiento del pie zambo o pie bot, también denominado talipes equinovarus.

## Biografía
Ponsetí era hijo de un relojero y previamente a cursar sus estudios de Medicina ayudó a su padre en la reparación de relojes. En la década de 1950, Ignacio Ponsetí desarrolló el método Ponsetí (también conocido como la técnica de Ponsetí), una técnica no quirúrgica que utiliza una serie de yesos, seguida de una férula de abducción, para corregir la afección congénita denominada pie bot o pie zambo. La afección causa que los pies de un bebé se desvíen hacia adentro y hacia abajo; si no se corrige, el niño es incapaz de caminar o moverse adecuadamente. Este galeno es reconocido mundialmente por el método que lleva su nombre para el tramiento del pie bot y además fue profesor emérito en el Departamento de Cirugía Ortopédica de la Universidad de Iowa, Estados Unidos.

## Educación
Ponsetí estudió medicina en la Universidad de Barcelona. No mucho tiempo después de graduarse, estalló la lucha entre los nacionalistas y los republicanos - cuando inició la Guerra Civil Española. Ponsetí ejerció como oficial médico con los republicanos como teniente, posteriormente capitán, en el Servicio de Ortopedia y Fractura. Sus deberes consistían en la reducción de fracturas, que lo llevaron al campo de la ortopedia. Sin ambulancias, Ponsetí utilizaba la ayuda de transportistas locales para llevar los heridos a Francia. Posteriormente se trasladó a Francia y después fue a México, donde durante dos años fungió como médico familiar. Un médico ayudó a Ponsetí llegar a Iowa en 1941 para estudiar ortopedia bajo instrucción de Arthur Steindler, Ponsetí cambió su residencia a Iowa en 1944 y se convirtió en un miembro de la facultad ortopédica del hospital de la Universidad de Iowa.
A principios de su estancia en Iowa, Ponsetí vio que los resultados de los tratamientos quirúrgicos de pie zambo (sinonimia: pie bot) no eran los esperados. Por lo tanto, se propuso desarrollar un nuevo tratamiento que hizo que la mayor parte de los ligamentos de los bebés fueran flexibles El método fue recibido con cierta oposición, pero en los últimos 50 años ha sido adoptado por muchos médicos y otros proveedores de atención de salud en todo el mundo, incluso en el Reino Unido y Turquía. También desarrolló nuevas prótesis con el doctor John Mitchell del departamento de ortopedia y contribuyó en la formación y producción de DVD con la información sobre el método.
Otras investigaciones de Ponsetí se centraron en trastornos congénitos óseos y articulares de desarrollo, del crecimiento del esqueleto en los niños y en la bioquímica del cartílago. A principios de 1950 estudió el efecto de los aminonitrilos sobre la reticulación del colágeno, definió los patrones de curvatura en la escoliosis idiopática y demostró que las curvas progresaban después de la madurez esquelética. Igualmente, llevó a cabo numerosas investigaciones para evaluar los resultados a largo plazo de los tratamientos para la luxación congénita de cadera, pie zambo y la escoliosis.
Ponsetí continuó atendiendo pacientes y entrenó médicos que le visitaban de todo el mundo prácticamente hasta su propia muerte.

## El método Ponseti
El trastorno del pie zambo (sinónimo de pie bot) afecta a más de 100.000 recién nacidos anualmente. A principios de su carrera en la Universidad de Iowa, Ponseti se dio cuenta de que los enfoques quirúrgicos del pie zambo no eran totalmente correctos y/o tenían reacciones no favorables más adelante en la vida del paciente, como la artritis severa o incluso que requierían cirugía adicional.2 En el trabajo para desarrollar un nuevo enfoque, determinó que podría haber una solución no quirúrgica. El método Ponseti utiliza suaves manipulaciones manuales del pie, seguido de la aplicación de un yeso desde el pie hasta la ingle. El yeso se recambia semanalmente después que un médico manipula los ligamentos del pie reblandecidos para lograr gradualmente una alineación entre hueso y músculo cercana a la normalidad.
Además de los resultados físicos mejorados, en comparación con la cirugía, el método Ponseti es menos costoso y se puede enseñar a los profesionales de la salud no médicos, lo cual es útil en áreas con pocos o ningún médico. Casi el 80 por ciento de los niños que nacen con pie zambo viven en naciones empobrecidas. Se utiliza el método Ponseti, por ejemplo, en Uganda, donde continúan los esfuerzos para mejorar la disponibilidad del tratamiento.
En el Simposio Internacional Clubfoot 2007 asistieron 200 médicos de 44 países, se presentaron documentos en relación con un estimado de 10.000 niños tratados con éxito con la técnica en todo el mundo en los últimos años.
La Asociación Internacional Ponseti para el Avance de Tratamiento del pie zambo fue fundada en 2006 para mejorar el tratamiento de los niños que nacen con pie zambo mediante la educación, la investigación y la mejora del acceso a la atención. PIA tiene un sitio Web relacionado dedicado a los intereses y necesidades de los padres.

## Día Mundial del Pie Bot
El Día Mundial del Pie Bot fue introducido en 2013 por la Ponseti International Association y se celebra el 3 de junio de cada año. Esta fecha fue elegida tras la firma de la Declaración de Iowa durante el segundo Simposio Internacional del Pie Bot llevado a cabo en Iowa City, Iowa, Estados Unidos, los días 4 y 5 de octubre de 2012. La fecha conmemora el cumpleaños de Dr. Ignacio Ponsetí (1914-2009), el desarrollador del Método Ponsetí para tratar el pie bot.
El objetivo del Día Mundial del Pie Bot es crear conciencia sobre la discapacidad causada por el pie bot y la prevención de la misma mediante el Método Ponsetí, un tratamiento no quirúrgico que incluye la manipulación suave de los pies seguida de la aplicación de yeso de París y una férula temporaria. El pie bot es la deformidad musculoesquelética de nacimiento más común, que afecta a 200.000 niños nacidos cada año, 80% en países en desarrollo. También hay cientos de miles de niños y adultos jóvenes que viven con esta afección debilitante en todo el mundo. El Método Ponsetí es casi 100% eficaz cuando se aplica correctamente por un médico entrenado y es considerado el tratamiento "de primera elección" que conduce a una vida normal y productiva.